# Wilsbach
Wilsbach ist ein Ortsteil der Gemeinde Bischoffen im mittelhessischen Lahn-Dill-Kreis und hat etwa 400 Einwohner.

## Geographische Lage
Wilsbach liegt innerhalb des Niederweidbacher Beckens im Süden des Naturparks Lahn-Dill-Bergland. Nachbarorte sind Rodenhausen im Nordnordosten, Seelbach und Rollshausen im Nordosten, Weipoltshausen im Osten, Kirchvers im Ostsüdosten, Frankenbach im Südosten, Erda im Süden, Mudersbach im Westsüdwesten, Niederweidbach im Westen, Roßbach im Nordwesten und Oberweidbach im Nordnordwesten. Östlich des vom ostnordöstlichen Aar-Zufluss Wilsbach durchflossenen Dorfs liegt die Erhebung Tragwurst (295 m).

## Geschichte

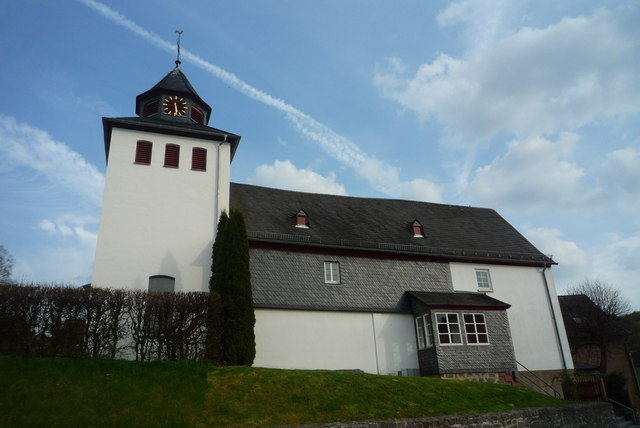
Evangelische Kirche

Die älteste bekannte schriftliche Erwähnung von Wilsbach erfolgte im Jahr 1285 unter dem Namen Wilrispach.
Weitere Erwähnungen erfährt der Ort 1343/47 als Welrspach, 1403 als Willerspach und 1548 als Wilssbach. Im 19. Jahrhundert taucht die Bezeichnung Wilsbach nebst der Hankelsburg auf.
Eine Kirche wurde im Jahr 1569 erbaut und Wilsbach erhielt einen eigenen Pfarrer. Fortan gehörte der Ort zu den Pfarreien Erda (1577–1813), Niederweidbach (1813–1827) und Königsberg (1827–1838). Seit 1838 ist Wilsbach selbstständige Pfarrei. Das Pfarrhaus wurde 1842 errichtet und beherbergte seit 1858 ebenfalls die Dorfschule.
Die Statistisch-topographisch-historische Beschreibung des Großherzogthums Hessen berichtet 1830 über Wilsbach:

„Wilsbach (L. Bez. Gladenbach) evangel. Filialdorf; liegt 2 St. von Gladenbach, hat 54 Häuser und 348 Einwohner, die außer 4 Juden evangelisch sind, und ist ein armer Ort. – In ältern Zeiten findet sich ein Gau Erdahe, Erdehe, der seinen Namen von dem Bache Erda führte, und einen Untergau des Niederlahngau ausmachte. Von den vielen Orten, die aus diesem Gau benannt werden, sind die meisten nicht mehr vorhanden. Aber ein Giselbrechtehusen, dessen etwas veränderter Namen, Gilbertshausen, noch fortdauert, lag zwischen Wilsbach und Frankenbach. Wilsbach kam durch den Hauptvergleich vom 30. Oktober 1629 ausschließend an Hessen.“

### Gebietsreform
Im Rahmen der Gebietsreform in Hessen wurden zum 1. Juli 1974 die Gemeinden Bischoffen, Niederweidbach, Oberweidbach und Wilsbach kraft Landesgesetz zur neuen Großgemeinde Bischoffen zusammengeschlossen. Bereits am 1. April 1972 wurde die Gemeinde Roßbach in die Gemeinde Niederweidbach eingegliedert.
Auf Grund ihrer geographischen Lage und wirtschaftlichen Orientierung wurde die Gemeinde Bischoffen ebenfalls zum 1. Juli 1974 dem Landkreis Wetzlar zugeordnet und ging mit diesem am 1. Januar 1977 in den Lahn-Dill-Kreis über. Für alle ehemals eigenständigen Gemeinden wurden Ortsbezirke errichtet.

### Territorialgeschichte und Verwaltung
Die folgende Liste zeigt im Überblick die Territorien, in denen Wilsbach lag, bzw. die Verwaltungseinheiten, denen es unterstand:
- vor 1357: Heiliges Römisches Reich, Grafen von Solms
- ab 1357: Heiliges Römisches Reich, Landgrafschaft Hessen und Hohensolms gemeinschaftlich, Amt Königsberg
- ab 1567: Heiliges Römisches Reich, Landgrafschaft Hessen-Marburg und Hohensolms gemeinschaftlich, Amt Königsberg (1569: Gericht Erda)[11]
- 1604–1648: Heiliges Römisches Reich, strittig zwischen Landgrafschaft Hessen-Darmstadt und Landgrafschaft Hessen-Kassel (Hessenkrieg)
- ab 1627: Heiliges Römisches Reich, Landgrafschaft Hessen-Darmstadt, und  Hohensolms gemeinschaftlich, Amt Königsberg
- ab 1629: Heiliges Römisches Reich, Landgrafschaft Hessen-Darmstadt (durch Abteilungsvertrag), Amt Königsberg[12]
- 1787: Heiliges Römisches Reich, Landgrafschaft Hessen-Darmstadt, Oberfürstentum Hessen, Amt Königsberg[13]
- ab 1806: Rheinbund, Großherzogtum Hessen, Oberfürstentum Hessen, Amt Königsberg[14][15]
- ab 1815: Deutscher Bund, Großherzogtum Hessen, Provinz Oberhessen, Amt Königsberg[16]
- ab 1821: Deutscher Bund, Großherzogtum Hessen, Provinz Oberhessen, Landratsbezirk Gladenbach (Trennung zwischen Justiz (Landgericht Gladenbach) und Verwaltung)
- ab 1832: Deutscher Bund, Großherzogtum Hessen, Provinz Oberhessen, Kreis Biedenkopf
- ab 1848: Deutscher Bund, Großherzogtum Hessen, Regierungsbezirk Biedenkopf
- ab 1852: Deutscher Bund, Großherzogtum Hessen, Provinz Oberhessen, Kreis Biedenkopf
- ab 1867: Norddeutscher Bund, Königreich Preußen, Provinz Hessen-Nassau,  Regierungsbezirk Wiesbaden, Kreis Biedenkopf (übergangsweise Hinterlandkreis)[12]
- ab 1871: Deutsches Reich, Königreich Preußen, Provinz Hessen-Nassau, Regierungsbezirk Wiesbaden, Kreis Biedenkopf
- ab 1918: Deutsches Reich, Freistaat Preußen, Provinz Hessen-Nassau, Regierungsbezirk Wiesbaden, Kreis Biedenkopf
- ab 1932: Deutsches Reich, Freistaat Preußen, Provinz Hessen-Nassau, Regierungsbezirk Wiesbaden, Kreis Dillenburg
- ab 1933: Deutsches Reich, Freistaat Preußen, Provinz Hessen-Nassau, Regierungsbezirk Wiesbaden, Kreis Biedenkopf
- ab 1944: Deutsches Reich, Freistaat Preußen, Provinz Nassau, Kreis Biedenkopf
- ab 1945: Amerikanische Besatzungszone, Groß-Hessen, Regierungsbezirk Wiesbaden, Kreis Biedenkopf
- ab 1949: Bundesrepublik Deutschland, Land Hessen (seit 1946), Regierungsbezirk Wiesbaden, Kreis Biedenkopf
- ab 1968: Bundesrepublik Deutschland, Land Hessen, Regierungsbezirk Darmstadt, Kreis Biedenkopf
- ab 1974: Bundesrepublik Deutschland, Land Hessen, Regierungsbezirk Darmstadt, Landkreis Wetzlar
- am 1. Juli 1974 entsteht die neu gebildete Gemeinde Bischoffen durch Zusammenschluss von Bischoffen, Niederweidbach, Oberweidbach und Wilsbach.
- ab 1977: Bundesrepublik Deutschland, Land Hessen, Regierungsbezirk Darmstadt, Lahn-Dill-Kreis
- ab 1981: Bundesrepublik Deutschland, Land Hessen, Regierungsbezirk Gießen, Lahn-Dill-Kreis

### Gerichte seit 1803
In der Landgrafschaft Hessen-Darmstadt wurde mit Ausführungsverordnung vom 9. Dezember 1803 das Gerichtswesen neu organisiert. Für die Provinz Oberhessen wurde das Hofgericht Gießen als Gericht der zweiten Instanz eingerichtet. Die Rechtsprechung der ersten Instanz wurde durch die Ämter bzw. Standesherren vorgenommen und somit war für Wilsbach das „Amt Königsberg“ zuständig. 
Das Hofgericht war für normale bürgerliche Streitsachen Gericht der zweiten Instanz, für standesherrliche Familienrechtssachen und Kriminalfälle die erste Instanz. Übergeordnet war das Oberappellationsgericht Darmstadt. 
Mit der Gründung des Großherzogtums Hessen 1806 wurde diese Funktion beibehalten, während die Aufgaben der ersten Instanz 1821 im Rahmen der Trennung von Rechtsprechung und Verwaltung auf die neu geschaffenen Land- bzw. Stadtgerichte übergingen. „Landgericht Gladenbach“ war daher von 1821 bis 1866 die Bezeichnung für das erstinstanzliche Gericht, das für Wilsbach zuständig war.
Nach der Abtretung des Kreises Biedenkopf an Preußen infolge des Friedensvertrags vom 3. September 1866 zwischen dem Großherzogtum Hessen und dem Königreich Preußen wurde der Landgerichtsbezirk Gladenbach preußisch. Im Juni 1867 erging eine königliche Verordnung, die die Gerichtsverfassung im vormaligen Herzogtum Nassau und den vormals zum Großherzogtum Hessen gehörenden Gebietsteilen neu ordnete. Die bisherigen Gerichtsbehörden sollten aufgehoben und durch Amtsgerichte in erster, Kreisgerichte in zweiter und ein Appellationsgericht in dritter Instanz ersetzt werden. Im Zuge dessen erfolgte am 1. September 1867 die Umbenennung des bisherigen Landgerichts in Amtsgericht Gladenbach. Die Gerichte der übergeordneten Instanzen waren das Kreisgericht Dillenburg und das Appellationsgericht Wiesbaden. Aufgrund des Gerichtsverfassungsgesetzes 1877 kam es mit Wirkung zum 1. Oktober 1879 zum Wechsel des Amtsgerichts in den Bezirk des neu errichteten Landgerichts Marburg.
Vom 1. Oktober 1944 bis 1. Januar 1949 gehörte das Amtsgericht Gladenbach zum Landgerichtsbezirk Limburg, danach aber wieder zum Landgerichtsbezirk Marburg. Am 1. Juli 1968 erfolgte die Aufhebung des Amtsgerichts Gladenbach, welches fortan nur noch als Zweigstelle des Amtsgerichts Biedenkopf fungierte. Am 1. November 2003 wurde diese Zweigstelle schließlich aufgelöst. Mit dem Wechsel von Wilsbach 1974 in den Kreis Wetzlar erfolgte auch die Zulegung zum Bereich des Amtsgerichts Wetzlar. 
Die übergeordneten Instanzen sind jetzt das Landgericht Limburg, das Oberlandesgericht Frankfurt am Main sowie der Bundesgerichtshof als letzte Instanz.

### Bevölkerung

#### Einwohnerentwicklung
Quelle: Historisches Ortslexikon
| • 1577: | 028 Hausgesesse                                                                      |
| • 1677: | 025 Hausgründe; 25 Männer, 3 Neumänner, 3 Beisassen, 7 junge und ledige Mannschaften |
| • 1742: | 069 Haushalte                                                                        |
| • 1791: | 261 Einwohner                                                                        |
| • 1800: | 262 Einwohner                                                                        |
| • 1806: | 339 Einwohner, 53 Häuser                                                             |
| • 1829: | 348 Einwohner, 54 Häuser                                                             |

| Wilsbach: Einwohnerzahlen von 1791 bis 2019 | Wilsbach: Einwohnerzahlen von 1791 bis 2019 | Wilsbach: Einwohnerzahlen von 1791 bis 2019 | Wilsbach: Einwohnerzahlen von 1791 bis 2019 | Wilsbach: Einwohnerzahlen von 1791 bis 2019 |
| --- | ------------------------------------------- | ------------------------------------------- | ------------------------------------------- | ------------------------------------------- |
| Jahr |                                             |                                             |                                             | Einwohner                                   |
| 1791 | 1791                                        |                                             | 261                                         | 261                                         |
| 1800 | 1800                                        |                                             | 262                                         | 262                                         |
| 1806 | 1806                                        |                                             | 339                                         | 339                                         |
| 1829 | 1829                                        |                                             | 344                                         | 344                                         |
| 1834 | 1834                                        |                                             | 315                                         | 315                                         |
| 1840 | 1840                                        |                                             | 325                                         | 325                                         |
| 1846 | 1846                                        |                                             | 342                                         | 342                                         |
| 1852 | 1852                                        |                                             | 313                                         | 313                                         |
| 1858 | 1858                                        |                                             | 301                                         | 301                                         |
| 1864 | 1864                                        |                                             | 286                                         | 286                                         |
| 1871 | 1871                                        |                                             | 265                                         | 265                                         |
| 1875 | 1875                                        |                                             | 325                                         | 325                                         |
| 1885 | 1885                                        |                                             | 288                                         | 288                                         |
| 1895 | 1895                                        |                                             | 263                                         | 263                                         |
| 1905 | 1905                                        |                                             | 252                                         | 252                                         |
| 1910 | 1910                                        |                                             | 253                                         | 253                                         |
| 1925 | 1925                                        |                                             | 288                                         | 288                                         |
| 1939 | 1939                                        |                                             | 308                                         | 308                                         |
| 1946 | 1946                                        |                                             | 424                                         | 424                                         |
| 1950 | 1950                                        |                                             | 398                                         | 398                                         |
| 1956 | 1956                                        |                                             | 329                                         | 329                                         |
| 1961 | 1961                                        |                                             | 324                                         | 324                                         |
| 1967 | 1967                                        |                                             | 342                                         | 342                                         |
| 1970 | 1970                                        |                                             | 365                                         | 365                                         |
| 1980 | 1980                                        |                                             | ?                                           | ?                                           |
| 1990 | 1990                                        |                                             | ?                                           | ?                                           |
| 2000 | 2000                                        |                                             | ?                                           | ?                                           |
| 2011 | 2011                                        |                                             | 428                                         | 428                                         |
| 2015 | 2015                                        |                                             | 427                                         | 427                                         |
| 2019 | 2019                                        |                                             | 425                                         | 425                                         |
| Datenquelle: Historisches Gemeindeverzeichnis für Hessen: Die Bevölkerung der Gemeinden 1834 bis 1967. Wiesbaden: Hessisches Statistisches Landesamt, 1968. Weitere Quellen: ; 2015: web archiv ;Zensus 2011 |                                             |                                             |                                             |                                             |

#### Religionszugehörigkeit
| 1829: | 344 evangelische, 4 jüdische Einwohner                            |
| 1885: | 288 evangelische (= 100 %) Einwohner                              |
| 1961: | 311 evangelische (= 95,99 %), 13 katholische (= 4,01 %) Einwohner |

#### Erwerbstätigkeit
| 1867: | Erwerbspersonen: 59 Landwirtschaft, 1 Forstwirtschaft, 4 Gewerbe und Industrie, 1 Gesundheitspflege, 1 Gemeindeverwaltung. |

## Sehenswürdigkeiten

### Kulturdenkmäler
siehe Liste der Kulturdenkmäler in Wilsbach

### Naturdenkmäler
- Zigeunereiche mit einem Brusthöhenumfang von 6,90 m (2017).[28]

## Politik

### Ortsbeirat
Wilsbach verfügt über einen dreiköpfigen Ortsbeirat mit Ortsvorsteher. Nach den Kommunalwahlen in Hessen 2016 ist der Ortsvorsteher Thorsten Lange.

### Wappen
Am 26. April 1957 genehmigte der Hessische Minister des Innern das Wappen mit folgender Beschreibung:
| Wappen von Wilsbach | Blasonierung: „In Blau ein goldener sechsstrahliger Stern, in dessen Winkeln sechs bestielte silberne Blüten mit je zwei Blättern stehen.“ |
| Wappen von Wilsbach | |

## Persönlichkeiten
- Jakob Kredel (1808–1864), 1843–1850 Pfarrer in Wilsbach